# هيرفيه أليكارت
هيرفيه أليكارت (بالفرنسية: Hervé Alicarte) ولد في 7 أكتوبر 1974 في بيربينيان . لاعب كرة قدم فرنسي معتزل كان يجيد اللعب في خط الدفاع .
لعب أليكارت في أندية مونبيلييه (1994-1998) بوردو (1998-2004) تولوز بالإعارة (2000-2001) أجاكسيو بالإعارة (2002-2003) سيرفيت السويسري (2004-2005) نيم (2005-2007) .
ساهم أليكارت في تتويج نادي بوردو ببطولة دوري الدرجة الأولى موسم 1998/1999 .

## روابط خارجية
- هيرفيه أليكارت على موقع رابطة كرة القدم الفرنسية للمحترفين (الإنجليزية)
- هيرفيه أليكارت على موقع قاعدة بيانات كرة القدم.إي يو (الإنجليزية)
- هيرفيه أليكارت على موقع ليكيب (الفرنسية)